# Земляные удавы
Земляные удавы (лат. Tropidophiidae) — семейство змей.
Близки к настоящим удавам, но отличаются от них по образу жизни, некоторыми особенностями внутреннего строения (полным отсутствием левого лёгкого и наличием трахеального лёгкого) и выделяются в отдельное семейство.

## Внешний вид
Земляные удавы — мелкие змеи длиной 30—60 см. Некоторые виды обладают красивой яркой окраской. Способны изменять цвет: активные змеи принимают более светлую окраску (ночью), неактивные — более тёмную (днём).

## Распространение
Земляные удавы распространены в южной части Мексики, в Центральной и Южной Америке, на Антильских и Багамских островах.

## Образ жизни
Ведут роющий или скрытный норный образ жизни. Большую часть времени проводят под землей или в лесной подстилке, на поверхности появляются только ночью или во время дождя. Некоторые виды способны заползать высоко на деревья и кустарники.
При опасности змея сворачивается в плотный клубок. Более необычный способ защиты — «добровольное кровопускание». В моменты опасности кровь под давлением попадает в глазную вену, глаза при этом становятся красными, капилляры разрываются, и струйка крови брызжет на врага. Капли крови выделяются и из пасти.

## Охранный статус
Все виды семейства включены в Приложение II Конвенции о международной торговле СИТЕС. Многие земляные удавы, населяющие мелкие острова Вест-Индии, очень редки и уязвимы в связи с узким ареалом и разрушением местообитаний.

## Классификация

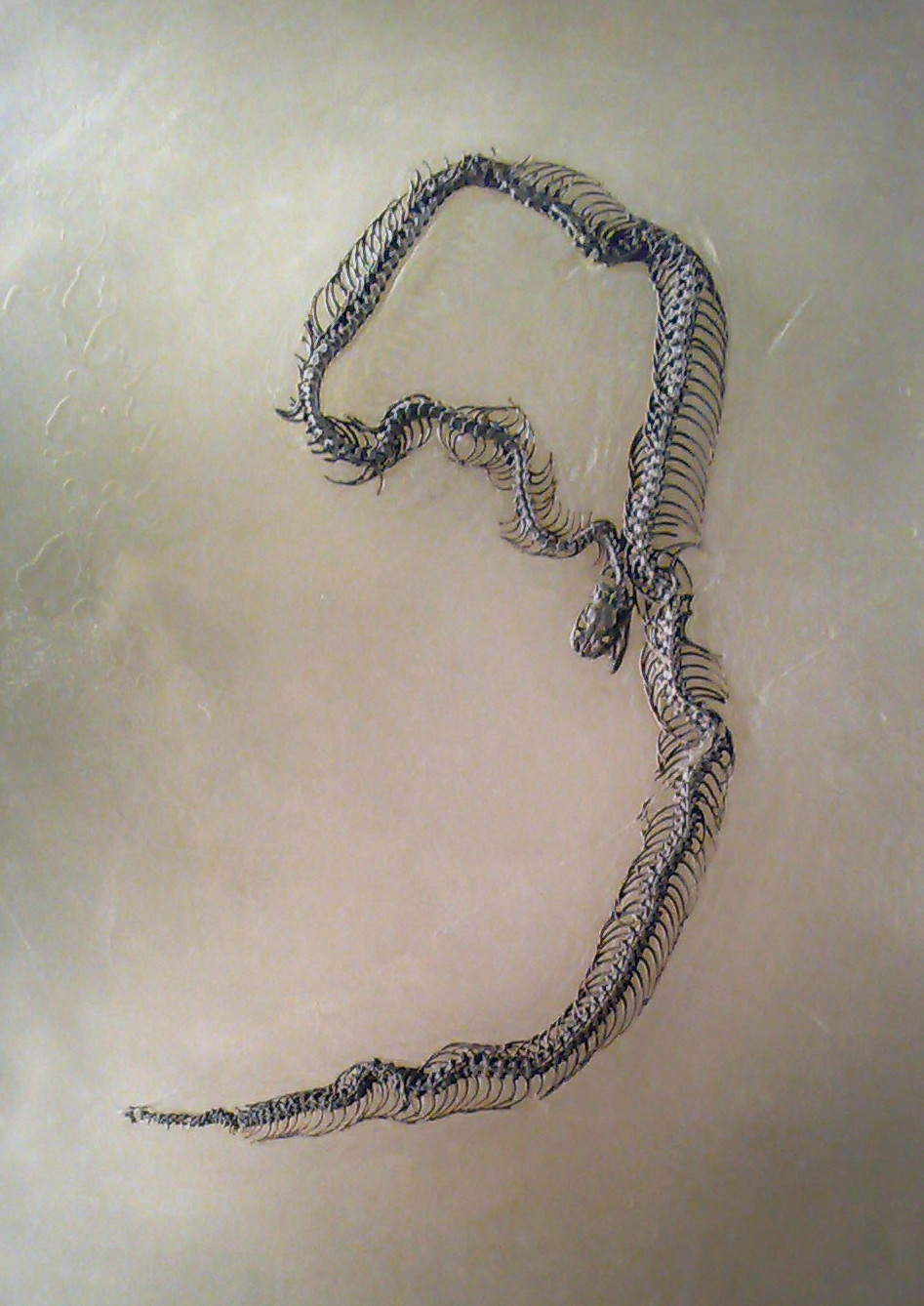
Скелет Messelophis ermannorum, вымершей змеи из семейства Tropidophiidae

В семейство входят 2 современных рода с 34 видами:
- Род Карликовые шишковатые удавы (Trachyboa)
  - Trachyboa boulengeri Peracca, 1910 — Карликовый шишковатый удав Буланже
  - Trachyboa gularis Peters, 1860 — Карликовый шишковатый удав Петерса
- Род Земляные удавы, или тропидофисы (Tropidophis)
  - Tropidophis battersbyi Laurent, 1949 — Тропидофис Баттерсби
  - Tropidophis bucculentus (Cope, 1868)
  - Tropidophis canus (Cope, 1868) — Седой тропидофис
  - Tropidophis caymanensis Battersby, 1938 — Кайманский тропидофис
  - Tropidophis celiae Hedges, Estrada & Díaz, 1999
  - Tropidophis curtus (Garman, 1887)
  - Tropidophis feicki Schwartz, 1957 — Тропидофис Шварца
  - Tropidophis fuscus Hedges & Garrido, 1992
  - Tropidophis galacelidus Schwartz & Garrido, 1975
  - Tropidophis greenwayi Barbour & Shreve, 1936 — Кайкосский земляной удав
  - Tropidophis haetianus (Cope, 1872) — Карибский земляной удав
  - Tropidophis hardyi Schwartz & Garrido, 1975
  - Tropidophis hendersoni Hedges & Garrido, 2002
  - Tropidophis jamaicensis Stull, 1928
  - Tropidophis maculatus Bibron, 1840 — Пятнистый земляной удав
  - Tropidophis melanurus (Schlegel, 1837) — Кубинский земляной удав
  - Tropidophis morenoi Hedges, Garrido & Díaz, 2001
  - Tropidophis nigriventris Bailey, 1937 — Чернобрюхий земляной удав
  - Tropidophis pardalis (Gundlach, 1840) — Леопардовый земляной удав
  - Tropidophis parkeri Grant, 1941
  - Tropidophis paucisquamis (Müller, 1901) — Малочешуйный земляной удав
  - Tropidophis pilsbryi Bailey, 1937 — Восточнокубинский земляной удав
  - Tropidophis preciosus Curcio et al., 2012
  - Tropidophis schwartzi Thomas, 1963
  - Tropidophis semicinctus (Gundlach & Peters, 1864) — Полуполосый земляной удав
  - Tropidophis spiritus Hedges & Garrido, 1999
  - Tropidophis steinleini Díaz & Cádiz, 2020
  - Tropidophis steinegeri Grant, 1940
  - Tropidophis taczanowskyi (Steindachner, 1840) — Тропидофис Тачановского
  - Tropidophis wrighti Stull, 1928 — Тропидофис Райта
  - Tropidophis xanthogaster Domínguez, Moreno & Hedges 2006

К семейству также относятся несколько вымерших родов:
- Род † Dunnophis — палеоцен США и эоцен США, Франции и Англии
- Род † Messelophis — эоцен Германии.
- Род † Platyspondylia — эоцен Франции и олигоцен Германии и Франции
- Род † Rottophis — олигоцен Германии
- Род † Falseryx — олигоцен Бельгии, миоцен Германии и Испании